# سولطام إم-65
سولطام إم-65 هو مدفع هاون عيار 120 ملم طورته شركة تامبيلا [الإنجليزية] في 1953 من خلال إدخال قاعدة تثبيت أساسية جديدة للهاون كيه آر إيتش/40 عيار 120 مم اخترعها هانز أوتو دونر. حصلت شركة أنظمة سولطام الإسرائيلية على رخصة لتصنيعه في الستينيات. يمتلك الهاون نسختين، نسخة قياسية ونسخة بعيدة المدى.